# Jimmy Lester, Convict and Gentleman
Jimmy Lester, Convict and Gentleman è un cortometraggio muto del 1912 diretto da Warwick Buckland.
Si conoscono pochi dati del film che, prodotto dalla Hepworth, fu distrutto nel 1924 dallo stesso produttore, Cecil M. Hepworth. Fallito, in gravissime difficoltà finanziarie, il produttore pensò in questo modo di per poter almeno recuperare il nitrato d'argento della pellicola.

## Trama
Un avanzo di galera salva una giovane da un vagabondo, diventa il suo giardiniere e smaschera il suo innamorato riconoscendo in lui un ex galeotto.

## Produzione
Il film fu prodotto dalla Hepworth.

## Distribuzione
Distribuito dalla Hepworth, il film - un cortometraggio in una bobina  - uscì nelle sale cinematografiche britanniche nell'ottobre 1912.